# ITF feminino de Concord
O ITF feminino de Concord – ou Thoreau Tennis Open, na última edição – foi um torneio de tênis profissional feminino, de nível W60.
Realizado em Concord, no nordeste dos Estados Unidos, estreou em 2019 e durou uma edição. Os jogos eram disputados em quadras duras durante o mês de agosto.

## Finais

### Simples
| Ano  | Campeã            | Vice-campeã | Resultado |
| ---- | ----------------- | ----------- | --------- |
| 2019 | Caroline Dolehide | Ann Li      | 6–3, 7–5  |

### Duplas
| Ano  | Campeãs                      | Vice-campeãs                   | Resultado          |
| ---- | ---------------------------- | ------------------------------ | ------------------ |
| 2019 | Angela Kulikov Rianna Valdes | Elizabeth Halbauer Ingrid Neel | 7–63, 4–6, [17–15] |